# 정남국
정남국(鄭南國, 1896년 ~ 1955년 6월 19일)은 제2대 국회의원을 역임한 정치인이다.
니혼 대학 정치학부를 중퇴하고 청년운동을 하였으며, 배달청년회 부회장, 민주국민당 완도군당 선전부장도 역임하였다.

## 역대 선거 결과
|  | 24.51% |

|  | 19.20% |

## 참고 자료
- 정남국 - 대한민국헌정회